# 高恒懋
高恒懋，字励昌，直隶静海县人，清朝政治人物、同進士出身。
順治十六年（1659年）己亥科進士，官至奉天府教授。